# الأكاديمية الأمريكية لأطباء الأسرة
38°55′18″N 94°37′43″W / 38.921718°N 94.628729°W

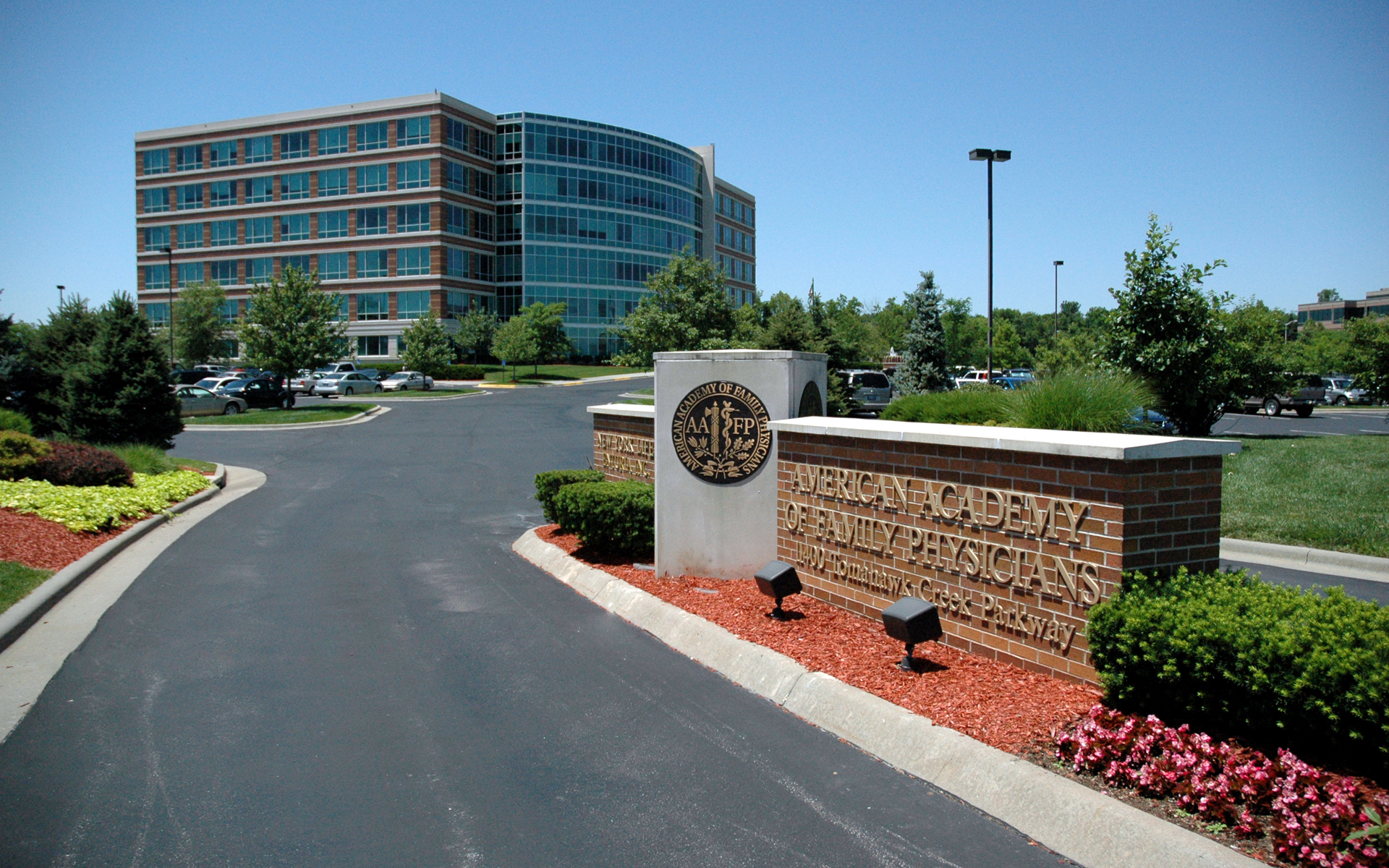
المقر الرئيسي للأكاديمية الأمريكية لأطباء الأسرة في ليوود، كانساس.

تأسست الأكاديمية الأمريكية لأطباء الأسرة (بالإنجليزية: American Academy of Family Physicians)‏ عام 1947 للترويج لعلم وفن طب الأسرة، وهي حاليا إحدى أكبر المنظمات الصحية في الولايات المتحدة، إذا ينمتي إليها حوالي 100000 عضو. وقد كان للأكاديمية الأمريكية لأطباء الأسرة دور مفيد في تأسيس طب الأسرة كاختصاص معترف به وله درجة علمية معترف بها من قبل المجلس الأمريكي للاختصاصات الطبية عام 1969. يقع المقر الرئيسي للأكاديمية الأمريكية لأطباء الأسرة في ليوود، كانساس.

## روابط خارجية
- الموقع الرسمي
- American Family Physician - مجلة تصدرها الأكاديمية الأمريكية لأطباء الأسرة
- Family Practice Management - مجلة تصدرها الأكاديمية الأمريكية لأطباء الأسرةP
- Annals of Family Medicine - مجلة تتعاون على إصدارها 6 منظمات لطب الأسرة
- familydoctor.org - الموقع التعليمي للأكاديمية الأمريكية لأطباء الأسرة الموجه للمرضى

‌